# Steady Rolling Blues: The Blues of Memphis Slim
Steady Rolling Blues: The Blues of Memphis Slim — студійний альбом американського блюзового співака і піаніста Мемфіса Сліма, випущений у 1963 року лейблом Bluesville.

## Опис
Як й інші роботи Сліма на лейблі Bluesville, цей запис характерний і досить послідовний, однак мало чим виділяється особливим. Репертуар складається з оригінальних композицій та стандартів, наприклад «Mean Mistreatin' Mama», «Rock Me Baby» і «Goin' Down Slow»; Слім дещо несподівано переключається з фортепіано на орган на декількох треках.

## Список композицій
1. «Mean Mistreatin' Mama» (Лерой Карр) — 3:36
2. «Soon One Morning» (народ.) — 4:46
3. «Steady Rolling Blues» (Пітер Четмен) — 4:31
4. «Celeste's Boogie» (Пітер Четмен) — 3:38
5. «Big Legged Woman» (Джеймс Вільямс) — 2:10
6. «Rock Me Baby» (Джо Джосі, Б.Б. Кінг) — 2:45
7. «Goin' Down Slow» (Джеймс Берк Оден) — 5:09
8. «Sweet Root Man» (народ.) — 3:45
9. «Mr. Freddie Boogie» (Пітер Четмен) — 3:53
10. «Three Women Blues» (Пітер Четмен) — 3:48

## Учасники запису
- Мемфіс Слім — вокал, фортепіано, орган

Технічний персонал
- Кеннет С. Голдстайн — продюсер
- Піт Велдінг — текст